# Historia triste de una mujer alegre (Keetje)
Días de hambre y miseria, en su título original en francés Jours de famine et de détresse es una novela autobiográfica de la escritora neerlandesa Neel Doff de 1911, traducida por Javier Vela al castellano en 2021.

## Sinopsis
Mediante breves escenas, la novela narra la vida miserable de una niña pobre, Keetje Oldema. Tercera hija de nueve hermanos cuyo padre está desempleado, va viajando con su familia por diferentes localizaciones, primero Ámsterdam, luego Bruselas. En la escuela, es martirizada por otros niños por su ropa harapienta. Conforme va creciendo, continúa experimentando todo tipo de vejaciones a causa de su pobreza, al tiempo que desarrolla una gran capacidad de observación y cultiva su gusto por la lectura. Al final del libro, deberá llegar a prostituirse para poder alimentar a sus hermanos.

## Comentarios
En 1909, con 51 años, Neel Doff, después de haber visto cómo unos niños perseguían a un niño pobre, decide contar la historia de su infancia y juventud.
El libro fue finalista del premio Goncourt y Neel Doff siguió relatando la vida del personaje en 1919 con Keetje y en 1921 con Keetje trottin.
Traducción al castellano de Javier Vela: Días de hambre y miseria (Firmamento, 2021).